# Gerald Hennenhöfer

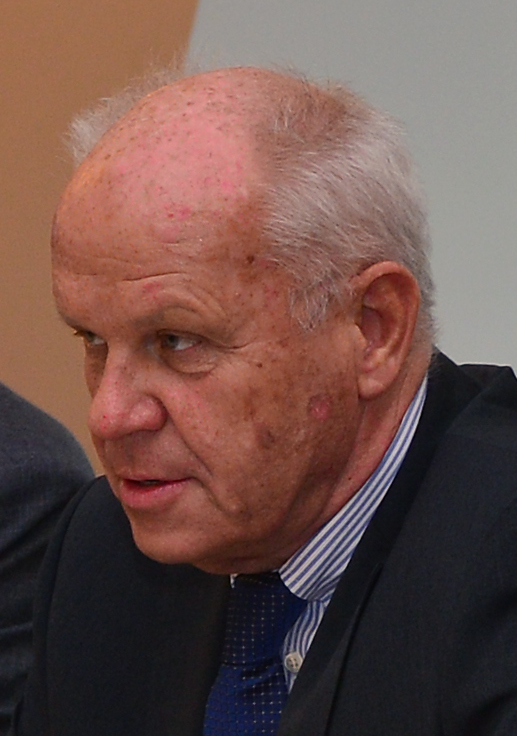
Gerald Hennenhöfer, 2013

Gerald Hennenhöfer (* 10. November 1947 in Erfurt, Thüringen) ist ein deutscher Jurist. Er arbeitete während des 5. Kabinetts Kohl als Ministerialdirektor und Leiter der Abteilung Reaktorsicherheit im Bundesumweltministerium und war anschließend als Generalbevollmächtigter für Wirtschaftspolitik des Energiekonzerns Viag tätig. Nach der Bundestagswahl 2009 und dem Amtsantritt der schwarz-gelben Koalition (Kabinett Merkel II) wurde er erneut Leiter der Abteilung Reaktorsicherheit im Umweltministerium und damit Nachfolger von Wolfgang Renneberg. Anfang 2014 wurde er von der neuen Umweltministerin Barbara Hendricks abberufen.

## Leben
Hennenhöfer erwarb 1966 am Ernst-Moritz-Arndt-Gymnasium Bonn das Abitur. Studium der Rechtswissenschaften und Referendariat in Bonn.

### Geschäftsführer der Gesellschaft für Anlagen- und Reaktorsicherheit 1987 bis 1994
Ab Juli 1987 wurde Hennenhöfer zum kaufmännisch-juristischen Geschäftsführer der Gesellschaft für Anlagen- und Reaktorsicherheit (GRS) in Nachfolge von Walter Hohlefelder berufen. Dieses Amt hatte er bis zum 30. September 1994 inne.

### Leiter der Abteilung Reaktorsicherheit 1994 bis 1998
Von 1994 bis 1998 war Hennenhöfer unter Umweltministerin Angela Merkel Leiter der Abteilung Reaktorsicherheit im Bundesumweltministerium, die unter anderem für Fragen der Endlagerung und die Durchsetzung sicherheitstechnischer Standards des Bundes bei den deutschen Kernkraftwerken zuständig ist. In seiner Amtszeit wurde ab 1994 die Einlagerung von schwach- und mittelradioaktivem Atommüll in das Endlager Morsleben wieder aufgenommen. Das sachsen-anhaltische Umweltministerium intervenierte gegen die Einlagerung
- wegen des fehlenden Langzeitsicherheitsnachweises,
- weil damit die in der Betriebsgenehmigung festgelegte Einlagerungsmenge überschritten wurde sowie
- wegen Überschreitung festgelegter Einlagerungsbereiche innerhalb des Bergwerkes.

In einer Bundesweisung gegenüber dem sachsen-anhaltischen Umweltministerium wies Gerald Hennenhöfer die Bedenken zurück, weil „keine Gründe gegeben sind, die Standsicherheit der Einlagerungshohlräume […], in denen Abfälle verstürzt werden, in Frage zu stellen“. Das Endlager Morsleben wird seit dem Regierungswechsel 1998 aufwändig saniert, um einen drohenden Einsturz zu verhindern.

### Anstellung bei VIAG/Eon 1998 bis 2003
Nach dem Regierungswechsel 1998 wurde Gerald Hennenhöfer vom grünen Umweltminister Jürgen Trittin in den einstweiligen Ruhestand versetzt. Von 1998 bis 2003 war er Generalbevollmächtigter für Wirtschaftspolitik des Energiekonzerns Viag, der im Jahr 2000 mit dem VEBA-Konzern zur E.ON fusionierte. Für Viag führte Hennenhöfer die Verhandlungen mit der rot-grünen Bundesregierung zum Atomausstieg und unterzeichnete die Verträge zum Atomkonsens.

### Tätigkeit als Jurist für Redeker Sellner Dahs 2004 bis 2009
Im Jahr 2004 wechselte er in die Anwaltssozietät Redeker Sellner Dahs. Dort beriet er unter anderem das Helmholtz Zentrum München, den damaligen Betreiber des Versuchsendlagers Asse II. Das Honorar hierfür betrug knapp 500.000 Euro.
Weiterhin fertigte er bezüglich der Frage der Reststrommengen-Übertragung von neueren auf ältere Atomkraftwerke ein Rechtsgutachten an.

### Leiter der Abteilung Reaktorsicherheit von 2009 bis 2014
Im Dezember 2009 wurde Hennenhöfer erneut Leiter der Abteilung Reaktorsicherheit im Umweltministerium, diesmal unter Umweltminister Norbert Röttgen. Er war insoweit an den Gesprächen um KKW-Laufzeitverlängerungen beteiligt, als die Laufzeiten für eine Gesetzesumsetzung in Strommengen umgerechnet werden mussten. Die Gespräche wurden i.ü. von anderen Ressorts geführt.
Bezüglich eines Urteils, das das Bundesverwaltungsgericht 2008 zum Zwischenlager im Kernkraftwerk Brunsbüttel fällte, veröffentlichte Hennenhöfer einen Aufsatz, in dem er die Entscheidung der Richter kritisierte. Diese hatten gezielt herbeigeführte Flugzeugabstürze als Gefahren definiert, die nicht mehr dem Restrisiko, das alle zu tragen haben, zuzurechnen seien. Gefahrenabwehr gegen Terroranschläge wäre damit ein einklagbares Recht der Anwohner. Hennenhöfer positionierte sich gegen ein solches Klagerecht.
Im Juni 2010 kam es im Kernkraftwerk Grafenrheinfeld zu einer Anomalie, die vom Betreiber E.ON erst im Dezember gemeldet wurde. Dabei wurde ein Riss nahe dem Reaktorkern vermutet. Hennenhöfer setzte es durch, den Reaktor während des ungeklärten Sicherheitsrisikos drei Monate bis zur Revision weiterlaufen zu lassen, obwohl der Unterabteilungsleiter im Ministerium dagegen war.
Nach dem Tōhoku-Erdbeben 2011 und den daraus resultierenden Nuklearunfällen von Fukushima sind die Bundesländer für die Sicherheitsüberprüfung der 17 deutschen Kernkraftwerke zuständig, die im Rahmen eines von der Bundesregierung entschiedenen, dreimonatigen Atom-Moratoriums der Laufzeitverlängerungen, stattfinden soll. Das Bundesumweltministerium beaufsichtigt sie dabei.

#### Vorsitzender der Gruppe der Leiter der europäischen Atomaufsichtsbehörden ab 2013
Die Leiter der EU-Atomaufsichtsbehörden und die EU-Kommission sind in der „European Nuclear Safety Regulators Group“ (ENSREG) zusammengeschlossen. Ab Ende Mai 2013 war Hennenhöfer als ENSREG-Vorsitzender der „oberste Strahlenschützer der Europäischen Union“.

#### Versetzung in den Ruhestand 2014
Hennenhöfer blieb auch unter Röttgens Nachfolger, dem Umweltminister Peter Altmaier, im Amt. 2012 verlängerte Altmaier Hennenhöfers Beschäftigung um zwei Jahre über die eigentliche Pensionsgrenze hinaus.
Im Januar 2014 wurde Hennenhöfer von der neuen Umweltministerin Barbara Hendricks in den Ruhestand versetzt. Als Nachfolger wurde Wolfgang Cloosters benannt, der zuvor in Schleswig-Holstein für Reaktorsicherheit zuständig war.

### Tätigkeit als Rechtsanwalt seit 2015
Seit Juli 2015 ist Gerald Hennenhöfer „of counsel“ bei der Rechtsanwaltskanzlei Graf von Westphalen am Standort Berlin.

#### Berufung in die Kommission zur Überprüfung der Finanzierung des Kernenergieausstiegs
Im Oktober 2015 wurde Hennenhöfer als eines von 19 Mitgliedern in die von der Bundesregierung beschlossene „Kommission zur Überprüfung der Finanzierung des Kernenergieausstiegs“ berufen.
Die Kommission sollte Empfehlungen zur künftigen Finanzierung der Stilllegung und des Rückbaus von Kernkraftwerken und der Entsorgung radioaktiver Abfälle erarbeiten. Im April 2016 legte die Kommission ihren Abschlussbericht vor, in dem sie die Einrichtung eines Fonds zur Finanzierung der Entsorgung des Atommülls empfahl. Die Bundesregierung beschloss, der Empfehlung nachzukommen und eine entsprechende Gesetzesinitiative vorzubereiten.
2021 gab Hennenhöfer zusammen Thomas Mann, Norbert Pelzer und Dieter Sellner einen Kommentar zum Atomgesetz mit Pariser Haftungsübereinkommen heraus.

## Kontroversen

### Umstrittener Posten im Umweltministerium
Von Kritikern wurde die Berufung Hennenhöfers vom Vertreter eines Nuklearenergie produzierenden Konzerns zum Leiter der Abteilung Reaktorsicherheit im Umweltministerium als Übernahme der Atomaufsicht durch die Atomlobby gewertet. Ihm wurde vorgeworfen, keine sicherheitspolitischen Ziele zu verfolgen, sondern vorrangig Interessen der Nuklearindustrie. Er unterscheide sicherheitstechnisch nicht zwischen alten und neueren Kernkraftwerken und sehe die AKW-Betreiber nicht in der Pflicht, das Sicherheitsniveau dynamisch dem Stand von Wissenschaft und Technik anzupassen. Vor seiner erneuten Amtszeit als Abteilungsleiter im Umweltministerium äußerte sich Hennenhöfer bezüglich der Übertragung von Strommengen von neueren auf ältere Atomkraftwerke in einem Rechtsgutachten so:

„Maßgeblich sind vom Betreiber darzulegende betriebswirtschaftliche Gründe. […] Sicherheitsfragen sind hingegen nicht maßgeblich.“

Der hessischen Atomaufsichtsbehörde unter Rot-Grün wurde vom Bundesministerium im Jahr 1997 unter Merkel verboten, den Reaktor Biblis A abzuschalten. Stattdessen wurde ein Nachrüstungsprogramm verordnet. In den 1990er Jahren wurde Sachsen-Anhalt zum Weiterbetrieb des Atommülllagers Morsleben gedrängt. Heute gilt die Grube als einsturzgefährdet.
Der Rechtswissenschaftler Alexander Roßnagel hält ein Mitwirken Hennenhöfers an Fragen rund um den Atomkonsens für rechtswidrig aufgrund seiner vorherigen Tätigkeit für das Energieunternehmen. Auch die Deutsche Umwelthilfe verwies auf den § 20 VwVfG, wonach Hennenhöfer aufgrund seiner vorherigen Tätigkeit von bestimmten Verwaltungsakten ausgeschlossen werden müsse. Kritisiert wurde dabei unter anderem konkret die Teilnahme Hennenhöfers an der Aushandlung des Förderfondsvertrag, der zwischen dem Bundesfinanzministerium und den Energiekonzernen vereinbart wurde. Die Rechtsgültigkeit des Vertrags ist also unter Juristen umstritten.

### Kontaminationsskandal
Im Frühjahr 1998 wurde bekannt, dass an mehreren Atommüll-Transportbehältern über Jahre hinweg aufgrund äußerer Kontamination Strahlung weit über den zulässigen Grenzwerten gemessen wurde und das Umweltministerium und die von Hennenhöfer geleitete Abteilung für Reaktorsicherheit und Strahlenschutz seit Mitte der 1980er Jahre von den erhöhten Strahlenwerten wussten.

### Vertuschungsvorwürfe zum Atommülllager Asse
Hennenhöfer wird vorgeworfen, während seiner Zeit bei der Anwaltssozietät Redeker der Betreiberfirma der Asse II geraten zu haben, die Zustände in dem maroden Atommülllager gegenüber der Bevölkerung und dem niedersächsischen Landtag zu vertuschen. So schrieb er in einem Dokument, das der Frankfurter Rundschau vorlag:

„Es ist überhaupt nichts davon zu halten, die Asse-Begleitgruppe fortlaufend zu unterrichten.“

Die Asse-Begleitgruppe war gegründet worden, um die Bürger in der Region über die Gefahren und Pläne zur Asse-Sanierung zu informieren und in die weiteren Planungen mit einzubeziehen.

### Vorwürfe politischer Korruption
Vor dem Untersuchungsausschuss des hessischen Landtags „Untersuchungsausschuss 19/1“ erhob der ehemalige Leiter der Arbeitsgruppe „Bundesaufsicht bei Atomkraftwerken“ im Bundesumweltministeriums, Gerrit Niehaus, den Vorwurf, dass Hennenhöfer – trotz Vorliegens einer rechtskonformen Begründung –, eine rechtsfehlerhafte Begründung der Abschaltung von Atomkraftwerken versandt habe, welche Grundlage einer Schadensersatzforderung in Höhe von 882 Millionen € durch Kernkraftwerks-Betreiber geworden sei.